# Kate Grenville
Kate Grenville, född 14 oktober 1950 i Sydney, är en australisk romanförfattare och lärare i kreativt skrivande. Hon har examen från University of Sydney och University of Colorado Boulder.

## Biografi
Efter sina studier i Australien arbetade hon inom filmindustrin, mestadels med att klippa dokumentärfilmer vid Film Australia. Hon bodde senare i London och Paris, där hon skrev samtidigt som hon arbetade med filmklippning, skrivande och sekreterarjobb. 1980 studerade hon vid University of Colorado och tog examen i kreativt skrivande. Hon återvände till Australien 1983 där hon arbetade vid SBS Television.
Grenville bor i Sydney med sin man, Bruce Petty, en son och en dotter.
Två av hennes romaner har filmatiserats: Dreamhouse, som Traps (1994) och Lilian's Story (1995) med skådespelaren Toni Collette, som den unga Lilian, och Ruth Cracknell, som den äldre Lilian.

### Noveller
- Bearded Ladies:Stories (1984)

### Romaner
- Bearded Ladies (1984)
- Lilian's Story (1985)
- Dreamhouse (1986)
- Joan Makes History: A Novel (1988)
- Dark Places (1994) (Alternativ titel: Albion's Story)
- The Idea of Perfection (2002)
- The Secret River (2005)
- The Lieutenant (2008)

### Facklitteratur
- The Writing Book: A Manual for Fiction Writers (1990)
- Making Stories: How Ten Australian Novels Were Written (1993), tillsammans med Sue Woolfe
- Writing from Start to Finish: a Six-Step Guide (2001)
- Searching for the Secret River (2006)

### Utgivet på svenska
- Lilians liv 1987, översättning: Maria Ekman
- Drömhuset 1988, översättning: Eva Liljegren
- Joan skriver historia 1990, översättning: Lina Erkelius

## Priser och utmärkelser
- Orangepriset 2001 för The Idea of Perfection